# 배트맨
배트맨(영어: Batman)은 DC 코믹스에서 출판한 만화책에 나오는, 박쥐를 본뜬 전신 슈트와 망토, 첨단 무기로 무장한 가상의 슈퍼히어로이다. 《디텍티브 코믹스》#27 (1939년 5월)에 처음 등장하였다. 배트맨은 만들어지자마자 곧 인기 있는 만화 캐릭터가 됐으며, 이로 인해 결국 자신의 이름을 딴 제목의 단권으로 《배트맨》(Batman)이 출간됐다. 그 후 많은 작가들에 의해 다양한 리부트 캐릭터가 탄생했고, 현재 배트맨은 문화 아이콘으로 인정받아 라디오와 텔레비전, 그리고 영화에 이르는 여러 매체를 통해 각색됐으며, 이 매체들은 전 세계에서 판매되고 있다.
공식적으로는 만화가 밥 케인이 혼자 창작한 것으로 받아들여지지만 작가 빌 핑거와 공동으로 창작해냈다. 밥 케인은 이 캐릭터가 만들어진 1930년도 당시 절정의 인기를 구가하던 초현실적인 캐릭터 슈퍼맨에 맞선 인간적인 영웅이 만들어지길 원했다. 그래서 그는 대부분의 초현실적인 영웅들과는 달리 초능력 같은 것은 갖고 있지 않은 영웅으로서 배트맨을 그려냈다. 실제로 배트맨은 초인적 능력을 무기로 삼는 다른 슈퍼 히어로들과는 달리 지력, 탐정 수사, 과학 기술, 풍부한 재산, 무술, 위협을 이용해 범죄와 싸운다.
배트맨의 표면적인 정체는 부유한 기업인이자 바람둥이, 자선가로 묘사되는 브루스 웨인(Bruce Wayne)이다. 어린 시절에 부모가 살해당하는 장면을 목격한 웨인은 심한 불안정한 감정적 격동을 겪은후 육체적·정신적으로 성숙해졌으며, 이로 인해 악에 맞서겠다는 신념을 가지게 되어 자신의 공포의 표상이었던 박쥐 형상을 상징화한 복장을 입고 질서를 위해 범죄와 싸우게 된다. 영화와 펄프 매거진에서 배트맨은 동료 로빈과 배트걸, 집사 알프레드 페니워스,폭스를 포함한 많은 사람들의 도움을 받고 갖가지 악당들과 싸우며 허구로 설정된 도시인 고담시의 수호자로 자청한다.

## 가장 최근에 나온 영화
《더 배트맨》(영어: The Batman)은 2022년 개봉한 미국의 슈퍼히어로 영화이며, 맷 리브스가 감독과 공동각본을 맡았다. 영화 《배트맨》 시리즈 리부트 영화이다.
더 자세한 내용은 더 배트맨

## 별명
배트맨은 어둠의 기사(The Dark Knight), 망토두른 성기사(The Caped Crusader), 세계 최고의 탐정(The World's Greatest Detective)이라는 별명을 가지고 있다. 이 별명 중 The Dark Knight는 실사로 옮겨진 배트맨 시리즈 다섯 번째 영화의 제목으로 사용되었고, The Caped Crusader라는 배트맨의 다른 별명 또한 이 작품에서 극 중 인물의 대사로서 거론되었다.

## 등장인물
- 배트맨 / 브루스 웨인 (과거/현재)

과거 주인공이자 부유한 기업인. 밤이 되면 검은 슈트를 입고 배트맨으로서 출동해 범죄를 물리친다. 그러나, 파이널 크라이시스 6편에서 다크사이드에 의해 사망하고 이후 '딕 그레이슨'이 죽었다고 알려진 브루스 웨인을 대신하여 배트맨의 역할을 수행해 나간다. 현재에는 돌아와서(Return of Bruce Wayne) 배트맨 2인체제로 활동하고 있다.
New 52: DC코믹스의 세계관 정리 이벤트. 생물학적 아들인 대미언을 로빈으로 삼아 배트맨으로 활동중이다.
- 딕 그레이슨 (현재)

브루스 웨인(배트맨)이 죽은 이후 1대 로빈이자 나이트윙이었던 딕 그레이슨이 브루스 웨인을 대신하여 배트맨의 역할을 수행하였으나 브루스 웨인의 귀환을 계기로 나이트윙으로 돌아가게 된다.
대미언 웨인 (미래)
미래에선 브루스 웨인의 숨겨진 아들이자 현재 로빈인 데미안이 세 번째 배트맨이 되어있다. 배트맨#666에서 데미안 웨인이 배트맨이 된 장면이 나온다.
- 테리 맥기니스 (미래)-배트맨 비욘드

팀버스 세계관(비욘드 세계관은 DC가 중점적으로 이야기를 전개하는 지구-1의 세계관과 다른 지구,즉 평행세계인 지구-12의 얘기)에서 네오 고담시티에서 브루스의 지원을 받아 새로운 배트맨(Batman beyond)로 활약한다. ->세계관 변동으로 인해, 브루스가 아닌 대미언의 지도 아래 배트맨으로서 훈련받는다.

## 배트맨의 협력자들
- 알프레드 페니워스

브루스의 집사이자, 든든한 아버지 같은 존재. 브루스의 배트맨으로서의 활동을 도와준다. 브루스의 아버지인 토마스 웨인 시절부터 웨인가에 봉사해왔으며, 젊은 시절에는 연극배우로도 활동했다. 일부 설정에 의하면 영국 정보부 소속이었던 적도 있었고, 군의관 경험도 있는 것으로 나온다. 만능집사의 표본. 급하면 브루스를 위해 샷건을 들고 나서기도 한다.
- 짐 고든

키:6.1 ft 몸무게: 125 lbs
고담시티의 형사. 정의감에 넘쳐 있으며 언제나 배트맨을 믿고 있다. 영화 다크나이트에서 경찰청장이 되며, 애니메이션과 코믹스에서도 [커미셔너]로 승진한다. 배트맨은 항상 "짐"이라고 이름을 부른다. 두 번 결혼했으며, 자녀로 바바라 고든과 제임스 고든 주니어가 있다. 바바라 고든은 배트걸로 활동하게 되나, 제임스 고든 주니어는 다른 길을 걷게 된다. 고든 형사의 가족사에 대해 알고 싶다면 "배트맨: 이어 원"과 "디텍티브 코믹스 #880~881" 을 봐야한다.
- 배트걸

1. 1대(바바라 고든): 고든형사의 딸.그러나 상당히 난폭한 이면의 성격도 가지고 있다. 브루스의 집에서 브루스가 배트맨이라는 걸 발견하고, 자신 역시 배트걸로서 브루스와 로빈의 아군이 된다. 현재 오라클.

New 52: DC코믹스의 세계관 정리 이벤트. 킬링 조크에서 3년 후, 재활에 성공하여 배트걸로 활동을 시작한다(2011.09)
1. 2대(헬레나 로자 베르티넬리): 현재 헌트리스.
2. 3대(카산드라 케인): 배트맨의 죽음과 함께 고담을 떠났으나 현재 다시 돌아와서 활동중.
3. 4대(스테파니 브라운) 3대 로빈인 팀 드레이크의 여자친구, 한때 로빈이였다.

- 로빈: 배트맨의 조수. 현재는 틴 타이탄의 대장(리더).

- 루시어스 폭스

웨인 엔터프라이즈의 이사 겸 개발자. 놀란의 배트맨 시리즈(영화)와 THE BATMAN(애니메이션)에서는 브루스 웨인의 정체를 모두 아는 개발자이자 웨인 그룹의 실력자로 등장한다. 배트맨 TAS 시리즈에서는 브루스 때문에 고생하는 웨인 그룹의 실무자 역할이다. 그 어느 때나 루시어스는 양심과 교양이 있는 남자로 묘사되며, 알프레드와 함께 배트맨, 브루스 웨인의 두 삶을 지탱하는 또 하나의 지지대로 활동한다.
- 나이트 러너
- 배트윙
- 후드
- 엘 가우초
- 윙맨

배트맨 INC#4에서 윙맨은 제이슨 토드인게 밝혀진다.
- 아웃사이더즈

## 모호한 관계 및 연인들
- 슈퍼맨

저스티스 리그의 동료이자 친구, 때로 형제나 다름없는 사이로 묘사되나 성격적 차이로 인한 대립, 경쟁의식 등도 분명히 존재한다. 외계인이면서 지구를 위해 싸우는 히어로인 슈퍼맨이 가장 사랑하는 것은 로이스 레인이고 가장 친한 것은 지미 올슨이지만, 목숨을 맡긴 것은 배트맨이다. 배트맨에게 있어 슈퍼맨은 가장 믿음직한 동료이자 위급시에 제일 먼저 떠오르는 친구일 테지만, 동시에 그는 슈퍼맨의 지나친 친절이나 참견에 대해 짜증에 가까운 반발을 한다. 그리고 배트맨 코믹스 중 가장 위대한 이야기중 하나인 다크나이트 리턴즈 (BATMAN: THE DARK KNIGHT RETURNS)에서는 슈퍼맨과 배트맨의 대결이 벌어진다.(하지만 결국 크립토 나이트를 가진 배트맨의 승리로 끝난다. 이 코믹스는 [배트맨 대 슈퍼맨: 저스티스 리그의 시작]의 원작이다.) 슈퍼맨과 배트맨의 이런 관계는 애니메이션 Batman Beyond까지 이어져서, 테리 맥기니스(배트맨)는 브루스 웨인(배트맨)에게서 그린 크립토나이트를 물려받는다. 공식적으로 이 둘을 위한 코믹북이 따로 존재하며, 그 내용을 담은 애니메이션이 총 2편 제작되었다. (Apocalypse, Public enemies)
- 셀리나 카일 (캣우먼)

키:5.7 ft 몸무게: 125 lbs 적이지만 동시에 연인인 이 여성에 대해 브루스 웨인은 항상 애매한 태도를 취한다. 셀리나 카일은 기본적으로 배트맨의 반대편에 서 있다. 그녀는 학대받는 약한 동물의 대변자이고 상처받은 자들 스스로 세상에 되갚아주는 건 당연하다고 여긴다. 그녀는 결코 사람을 죽이지 않지만 필요하다면 얼마든지 살인도 할 것이다. 그녀는 도둑질을 하는 데 거리낌이 없으며 자신의 자존심과 명예를 위해 상대를 상처주고 이용하는 것도 얼마든지 행한다. 배트맨의 반대편에 서 있는 여러 악당들과 마찬가지로 셀리나 카일도 여러 기원을 갖고 있는데, 그 어떤 것도 그녀의 매력을 반감시키지 않는다. 원하는 것은 무엇이든 해야 직성이 풀리며, 그녀가 진심으로 원한다면 배트맨의 눈앞에서 그 아들을 유혹하는 것 쯤은 아무것도 아니다. 그럼에도 불구하고 그녀는 배트맨이 가진 선함에 기대어 애정을 갈구하고 그들 사이의 관계와 감정(그것이 존재할 때는)을 발전시키려고 노력하기도 한다. 모든 것이 계산된 것처럼 보이는 순간에도 셀리나 카일이 보여주는 캣우먼으로서의 아이덴티티는 모든 것을 모호하게 만드는 위력을 발휘한다.
공식적으로 알려진 브루스 웨인의 모든 연인들 중에서 가장 큰 지지세력을 갖고 있다.
- 판타즘

본명 "안드레아 보먼트", 속칭, "판타즘". 브루스가 여행을 마치고 고담시티티에서 만난 여인으로 극장용 애니메이션 "마스크 오브 판타즘"에서 악역으로 등장한다. 브루스와는 결혼을 약속했으나 그의 곁을 떠나 브루스가 배트맨으로 살아가는 것에 계기를 준 후, 블랙 매스크와 인연을 맺었으며(섀도우 앤 마스크) 브루스에게 자신에 일에 간섭하지 말라고 요구하지만 결국 거절당한다. 또한 배트걸과 겨루어 가스 팰릿을 빼앗기고 블랙 마스크를 죽이려 시도, 결국엔 아서 리브스의 자살을 조작하기도 했다. 한편 "판타즘"은 프리랜서 암살자로서 여러 배트맨 작품 타이틀에서 카메오 형식으로 출연했다. 참고로 안드레아 시절 목소리와 판타즘 시절 목소리가 다르다.
- 비키 베일

미래 시점에서 배트맨의 아내가 될 사람으로 그려지는 인물. 코믹스에 따라서는 브루스 웨인에 대해 낭만적인 감정을 품은 여인으로 묘사되기도 하며, 어떤 장면에서는 가십 기자나 텔레비전 리포터로 등장하기도 한다. 한편 비키와 유사한 인물로 서머 글리슨(TAS), 빌시 바일라(The Brave and the bold), 등이 있다.
- 하비 벌록

고담시티티의 경찰. 짐 고든의 부하로서 베테랑 형사로 등장한다. 거칠고 지저분하고 뚱뚱하고 험상궂지만 도시에 남은 몇 안되는 깨끗한 경찰 중 하나다. 그는 기본적으로 배트맨을 믿지 않고, 짐 고든에게 충성한다. 애니메이션에서는 배트맨을 잡기 위해 기동타격대를 부르는 일 쯤은 아무것도 아니라고 생각한다. 배트맨은 그를 몇 번이나 구해주지만, 벌록에게 있어 그런 일은 그냥 지나가던 새가 자기 어깨에 똥을 갈기는 것과 그다지 다르지 않다.
- 탈리아 알 굴

키:5.7 ft 몸무게: 141 lbs
라스 알 굴의 딸. 데미언 웨인의 생물학적 어머니. 리그 오브 어쌔신 출신이며 브루스 웨인에 대한 집착은 조커에 비해 뒤지지 않는다.

## 주요 악당들
- 조커

키:6.5 ft 무게: 192 lbs 싸이코패스 범죄자.지문이나 신분조차 확인불가능하며 '조커'라는 별명도 그를 쫓던 GCPD에서 지어낸것이다 그 기원에 대해 다양한 해석이
존재하지만 이슈에서 제대로 밝혀진것은 하나도 없으며 대표적인 것은 배트맨과의 결투 쫓기던중 우스꽝스런 빨간 다이오드(레드후드)를 쓰고있다가 스스로 겁에
질려 화학약품 통에 빠지고 그 충격과 자신의 처지에 눈물을 흘리며 웃다가 입이 찢어지고 마치 화장을 한것처럼 하얗고 창백한 얼굴을 하고 있다는 것이다.
늘 항상 웃고 있으며,뒤에서 범죄를 지켜보기 보다 계획하고 스스로 저지르는 것을 좋아한다 명사수이며 몸집이 재빠르며 영리하기까지 하다. 그가 가끔 눈물을 흘리는 경우가 있는데 그건 너무 자신에 이야기에 심취해서 웃음을 참다가 나온 눈물이다. 보라색 양복을 입고 다니며,웃음가스라는 무기를 이용하는데 그 가스를 조금이라도 마시게 되면 흡사 조커처럼 얼굴이 창백 해지고 광기에 휩싸이다가 끝내 잇몸을 다들어낸체로 괴기스런 웃음을 지으면서 피를 흘리다 죽게 된다.
내용 속에서 철학적으로 육체적으로 배트맨의 영원한 숙적으로 표현된다. 팀버튼의 영화에서는 브루스 웨인의 부모님을 살해한 것으로 묘사되며,그 이후 브루스는 배트맨이 되었고 절대 살인을 하지 않는 배트맨이 처음으로 지울수없는 실수를 한 화약약품 공장에서 조커라는 인물이 탄생한다. 결국 서로가 서로를 만든셈. 애니메이션"마스크 오브 판타즘"에서는 전직 갱단으로 활동했던 것으로 표현되지만, 코믹스 "킬링 조크"에서는 재능 없는 코미디언의 불행을 통해 전혀 다른 해석을 보여준다. 크리스토퍼 놀란의 "다크나이트"에서는 자신의 기원에 대해 이야기 할 때마다 서로 다른 이야기를 스스로의 입으로 털어놓는데, 이는 그의 광기와 어우러져 효과적으로 "조커"라는 절대적 혼돈의 상징을 표현해 냈다.
- 펭귄 (국내에서 펭귄맨으로 불린다)

본명- 오스왈드 코블팟. 공통된 기원은 어릴 때부터 흉칙한 모습 때문에 놀림받았다는 것이다. 사회에 대한 복수의 칼을 갈던 그는 새들을 다루고, 우산형태의 무기를 이용해 숨어 살며 악덕한 범죄를 저지르며 살고 있다. 젊은 시절 고아들을 데려와 키워놓고 그들을 자신의 부하들로 활용하고 있다.
팀버튼의 영화에서는 서커스단과 함께 행동하며, 브루스 팀의 애니메이션 시리즈 및 코믹스에서는 범죄에서 손을 씻은 걸로 꾸미고 실은 [아이스버그 라운지]라는 고급 클럽을 운영하면서 장물 거래 등 불법적인 일에 손대는 것으로 나온다. 기본적으로 머리 좋고 상상력이 풍부한 지능형 악당으로 알려졌다. 심지어 그의 대사는 거의 언제나 운율을 맞춰 소네트를 이룰 정도이며 명예를 중시하고 자신을 범죄계의 신사로 묘사한다. 다만 모든 악당들의 무덤이었던 The Batman 시리즈에서는 브루스 웨인에 대한 열등감에 시달리는 몰락 귀족가문의 후예로 등장하여 명예를 모르는 짠돌이에 파티에서 여성을 희롱하는 천박한 언행을 보여주는 등, 팬들에게 실망을 안겼다.
- 리들러

키:6.0 ft 몸무게: 140 lbs 본명 에디 내쉬튼, 통칭 에드워드 니그마 천재적인 지식의 소유자 주목을 끌고 싶어하는 강박 신경증에 시달리는 에드워드 니그마는 고담시티의범죄자 중 가장 영리한 인물이 되기로 결심했다. 정교한 단서의 흐름을 계획하고,범죄를 저지를땐 주변에 수수께끼를 남겨둔다. 필요하다면 사람을 죽여서라도 말이다. 트레이드 마크인 물음표 모양의 양복과 모자 물음표모양 지팡이를 소지하고 다닌다. 배트맨 시리즈의 범죄자들은 일종의 결핍상태와 그에 상응하는 과잉상태를 상징하고는 하는데, 리들러의 경우 지나치게 영리하지만 그에 상응하는 대접을 받지 못한다고 느끼는 경우라고 할 수 있다.
- 투페이스

키 6.0 ft 몸무게 182 lbs
본명은 하비 덴트. 고담시티티의 촉망받는 검사였지만 한 범죄자의 재판 도중에, 범죄자가 던진 염산에 의해 얼굴 반쪽이 흉측하게 변한다. 그 사건으로 인해 사회를 증오하게 되고, 이중인격자가 된 투페이스는 동전을 가지고 다니며, 시민들을 죽일 때는 토스를 하여 결정한다. 조커와 투페이스 모두 배트맨의 캐릭터에 대한 변주로 상징되는 악당이다. 법과 정의를 수호하고자 하는 배트맨이 법과 정의에 대한 믿음을 잃었을 때, 즉 배트맨의 타락을 상징한다는 점에서 투페이스는 그 비극적인 일생과 함께 배트맨 시리즈의 가장 유명한 악당 중 하나이다.
- 포이즌 아이비(파멜라 릴리안 아이슬리)

배트맨 시리즈의 유명한 악당들이 그러하듯, 포이즌 아이비도 여러 기원이 있다. 그 중 대표적인 것은 본래 여자 생물학자였는데 끔찍한 실험으로 사고를 당해 온몸에 독기가 흐르게 되고, 식물들을 다루게 되는 힘을 지니게 되어, 남자들을 유혹하며 키스를 통해 독살한다는 것이다. The Batman 애니메이션에서는 바바라 고든과 친구인 10대 청소년 환경보호주의자로서 과격한 테러행위를 사주하다가 사고에 휘말린다. Batman TAS 시리즈에서는 하비 덴트를 유혹해 희귀 장미의 서식지를 망가뜨린데 대한 복수를 시도한다. 코믹스 등 여러 시리즈에서 할리퀸과 절친으로 묘사되며, 할리퀸, 캣우먼과 함께 팀을 이루기도 한다. 모든 독물에 내성이 있으며 식물을 조종한다.
- 킬러 크록(웨인 존스)

키 7.5 ft 몸무게: 686 lbs 본명 웨인존스, 레슬러,폭력배,살인자
녹색 비늘 같은 피부가 징그러울 정도로 온몸을 뒤덮은 희귀한 돌연변이로 태어났다. 웨인 존스는 알콜중독자 이모의 손에 길러졌고 자신의 외모 때문에 주변에 심한 괴롭힘을 당하며 자라왔다.크록은 잠시 동안 킬러 크록이라는 이름으로 축제의 구경거리로 일하기도 했지만, 짐승적인 본능과 함께 사람을 싫어하는 성격 때문에 범죄의 길로 빠져들게 되었다 그의 신체적 정신적 상태가 악화됨에 따라 킬러 크록은 점점 더 짐승 같은 존재가 되어 갈수록 인류와 거리를 두기 시작한다. 물속에서 일반인 보다 오래 생존할 수 있고 두꺼운 피부와 면도날같이 날카로운 이빨과 발톱을 가지고 있다. 특히 인류에 대한 강렬한 증오를 가지고 있다.
- 스케어크로우

키:6.0 ft 몸무게: 140 lbs 본명 조나단 크레인. 허수아비와 비슷한 생김새로 인해 놀림받고 자라다가, '공포'에 관한 연구를 시작해, 공포 살인 가스 등으로 범죄를 저지르고 다닌다. 배트맨 TAS와 NBA에서의 모습이 다르며, 그의 공포 가스는 조커의 웃음 가스 이상으로 위험하다. 조커는 이 공포가스에 영향을 받지 않는다.
- 미스터 프리즈(빅터 프리즈)

키:6.4 ft 몸무게: 190 lbs 원래 미스터 프리즈는 희귀병에 걸린 아내를 냉동인간으로 만들어 치료법을 찾고 있는 박사였다. 그러나 저온 실험 도중 사고를 당해, 춥지 않으면 살 수 없는 냉동인간이 되어 냉동 슈트를 입고 다니며, 아내(노라 프리즈)를 살리기 위한 연구 자금을 위해 돈을 훔치고 다닌다.
극장용 애니메이션에서 아내를 살리기 위해 바바라 고든을 납치하는 등 악행을 저지르지만, 그 이면에는 항상 아내에 대한 깊은 사랑과 피해자에 대한 죄책감을 드러내는 등 단순히 미워할 수만은 없는 악당으로 꼽힌다. 극장편 마지막에 웨인 그룹의 지원으로 되살아난 아내에 대한 소식을 듣고 눈물 흘리며 쓸쓸히 북극으로 사라지는 장면으로 여운을 남겼으나, TV 시리즈에서 그의 비극은 다시 되풀이된다. 애니메이션 《더 배트맨》에서는 단순 강도로 격하되었다.
현재 뉴52 리부트에서는 노라는 실제 부인이 아니며 그가 냉동연구에 심취한 나머지 만들어낸 가상에 여인일뿐 프리즈랑 전혀 관계가 없는 상태가 되어버렸다. 조엘 슈마허의 배트맨 실사영화 [배트맨4 - 배트맨과 로빈]에선아놀드 슈왈 제네거가 이 역을 맡았고. 그 영화로 인해 비운의 악당이 되어버렸다.
- 할리 퀸(할린 퀸젤)

키:5.4 ft 몸무게: 115 lbs 원래는 심리학을 전공하는 여자(TAS에서는 아캄의 인턴으로 등장하며,THE BATMAN에서는 인터넷으로 심리학 학위를 딴 치료사로 등장하며 애니메이션에서 만들어진 캐릭터다.)였으나 조커에게 넘어가 조커를 사랑하며, 쫓아가서 함께 범죄를 저지르고 다니기도 한다. 그러나 조커에게 자주 이용당하며, 결국 매번 배신당한다. 포이즌 아이비와 친구이지만 언제나 아슬아슬한 줄타기를 하고 있다. 아이비와 친구인 덕에 모든 독에 면역이 생겼으며, 조커의 갖가지 실험에 이용당해 괴력과 유연성을 가지게 되었다고 알려져 있다. 고담시티 범죄자들이 넋이 나가는 게 당연한 코스츔과 노래솜씨로 유명하다.
- 라스 알 굴

드라큐라를 연상시키는 생김새. "악마의 머리"라는 뜻이다. 약 600년 이상 생존해 왔다고 알려져 있으며, 암살자 집단"리그 오브 어쌔신"의 우두머리이다. 라스 알굴의 초창기 모습에 대해서는 알려진 내용이 없다. 신비롭고 알 수 없는 라자러스핏 덕분에 몇세기를 살아왔다고 한다. 전략과 조직 관리에 뛰어난 라즈의 목표는 인류의 대부분을 말살하여 최종적으로 생태학적인 파괴로부터 지구를 구하는 것. 즉, 지구를 위해 인류의 다운사이징을 추진하고 있다. 그 딸인 "탈리아 알 굴"과 함께 배트맨 패밀리의 숙적이다. 하지만 라스 알 굴은 배트맨이 마음에 들어 자신의 사위로 삼고싶어 하며, 그 이후론 배트맨을 항상 뒤에서 도와준다. 딕 그레이슨(1대 로빈)이 배트맨 코믹스 [패밀리의 죽음]에서 죽자 라스 알 굴은 배트맨을 위해 그를 라자러스핏에 넣어 부활시킨다. 놀란의 "배트맨 비긴즈"에서는 배트맨의 스승이자 적으로 표현된다.
- 파이어플라이
- 킬러모쓰

- 베인

배트맨의 유명한 악당 중 하나. 프로레슬러와 같은 외모이나 애니메이션과 코믹스에서는 예의바르고 영리한 사업가적 기질을 가진 괴력의 사나이로 묘사된다. "배트맨 비욘드"에서는 약물 중독에 빠져 쓸쓸히 최후를 기다리는 모습이 등장해 팬들에게 충격과 공포를 안겼다. 죽은 아버지의 형량까지 복역해야 했기 때문에 태어나서부터 감옥에 갇혀있던 베인은 산타 프리스칸 감옥의 끔찍한 환경에서 자라났고 군대의 실험대상이 되어 초강력 스테로이드 베놈실험을 받은 베인은 초인적인 힘과 강철같은 의지로 탈출한다.전략의 달인이자 강한 집중력을 가지고있으며 스테로이드 베놈 덕분에 신체적반응이나 근력이 초인에 가깝다 The Batman에서는 원작과는 전혀 다르게 로봇같은 모습으로 등장했다. 배트맨의 척추를 부러트린것으로 유명하다.
- 스카페이스

지능형 악당이지만 사실 복화술사가 쓰는 인형이다. 난폭한 4,50년대 마피아 스타일이지만 실제 그의 계획적이고 지능적인 범죄는 그 난폭성과 어우러져 훌륭한 성과를 낸다.
- 클레이페이스

본명 1대 클레이페이스 바실 카를로. 진흙인간. 온 몸을 진흙 형태로 바꾸어 범죄를 저지른다. 공포영화의 대명사 바실 카를로는 자신의 명작 영화가 다른 배우를 주연으로 다시 제작된다는 이야기를 듣고 미쳐버린다.배트맨과 로빈에 의해 저지되기 전까지 바실은 영화의 악당이 쓰는 클레이페이스 가면을 쓰고 재촬영 배우 및 스탭 여러명을 죽인다. 후에 카를로는 자신을 살아있는 점토로 변형시킬 실험용 혼합물을 훔쳐 자신에게 주사하고 이때부터 바실은 자신의 구성요소를 바꿔 무엇이든 또는 누구로든 변할 수 있게 된다.진흙상태라 물에 약하고 부상을 입히거나 체포하기가 매우 어렵다. NBA 시리즈에서는 로빈(팀 드레이크)의 가슴 아픈 첫 실연에 한 몫을 거들었다.
- 매드해터

본명 제르비스 티치(저비스 태치) 전문 범죄자. 망상적 정신분열증. 유년 시절부터 루이 캐롤의 책, 이상한 나라의 앨리스의 모험에 집착한 제르비스 티치는 최면 및 정신지배의 전문가이기도 하다. 자신이 이야기속 캐릭터인 매드 해터의 화신이라는 망상에 사로잡혀있다. 세상의 모든 머리에 쓰는 물건중 배트맨의 독특한 가면을 가장 탐내며 이를 얻기 위해선 무슨짓도 서슴지 않을 기세이다. 애초에 짝사랑하는 여성을 노리고 시작되었던 그의 범죄는 그 자신의 망상 기질과 더해져 각종 최면술을 이용한 사악한 것이 되어갔다.
- 빅터자즈

진정한 반사회적 인격 장애를 가진 자즈는 편한 환경 속에서 자랐음에도 불구하고 연쇄 살인범이 되었다. 자즈는 무분별하게 목표를 골라 오로지 살인횟수에만 집착한다. 한 명을 죽일 때마다 자신의 신체에 표시를 새기며, 배트맨을 위해서 아주 특별한 자리를 남겨 두었다. 살인의 정해진 양식이 없고 그저 다른 이를 죽이고 싶어하는 강박적인 욕구에 사로잡혀있다
- 솔로몬 그런디

100년 전에 살인자 사이러스 골드는 경찰로부터 탈출해 도축 늪에 숨었지만, 그 곳에서 그는 죽음보다 더한 운명을 맞이했다. 신비한 힘에 의해 불행한 불사의 운명을 맞은 그런디는 불멸자가 되어 죽음과 재탄생을 끝없이 반복한다 자신의 기억을 강탈당한 솔로몬은 동요에서 자신의 이름을 가져왔다 부활할 때 마다 더욱 강해지며 절대로 죽일수없다 고담시티 하수도를 자신에 거처로 삼고있는듯 하다 (Solomon Grundy, 솔로몬 그런디는 Born on a Monday, 월요일에 태어나서 Christened on Tuesday, 화요일에 세례받고 Married on Wednesday, 수요일에 결혼하고 Took ill on Thursday, 목요일에 병들어서 Worse on Friday, 금요일에 위중해서 Died on Saturday, 토요일에 눈을 감아 Buried on Sunday: 일요일에 묻혔다네 This is the end 솔로몬 그런디는 Of Solomon Grundy. 그렇게 살다 갔네 )
- 오린지
- 멕시제우스

- 휴고 스트레인지

악명높은 정신과 의사. 배트맨의 정체를 알아낸 몇 안되는 인물 중 하나다.뛰어난 심리 분석과 향정신성 물질에 방대한 지식 배트맨과 배트맨의 정체에 대해 집착하며 정신분열증적인 사건이나 이야기로 상대를괴롭힌다
- 데이브

- 클락킹

시간을 이용해 범죄를 저지른다. 엄청난 계획성과 실행력을 가진 인물이지만 리들러와 마찬가지로 자신의 능력을 범죄에 사용하느라 인생을 낭비한다.
- 험프티 덤프티
- 그레이트 화이트 샤크

- 데드샷

본명은 플로이드 로튼 세계에서 가장 뛰어난 저격수 총기와 발사체 전문가소음 처리된 9mm 손목장착형 대포를 가지고 있는 용병배트맨은 자신에 저격대상중에 유일하게 빗맞힌 사람이며 그덕에 암살목록 1순위에 배트맨이 들어가있다
- 맨배트

박쥐와 인간의 하이브리드를 꿈꾸던 과학자.
- 템블러

- 기어헤드

- 트위들덤과 트위들디

- 허쉬

배트맨 Hush 1, 2권 정발
- 크리퍼

적인지 아군인지 불분명하다. (사실 대부분의 배트맨의 적들은 한번 정도는 배트맨과 손을 잡고 일한 적이 있다. 대표적으로 베인과 투페이스는 배트맨을 대신해 고담시티를 지킨 적도 있다.) 폭로 전문 리포터였던 크리퍼는 화학물에 노출되어 초록 몸에 붉은 가발을 쓰고 헛소리를 외치며 고담시티를 배회하는데, 저스티스 리그 애니메이션에서는 마지막 싸움 때 히어로들 편에 서 있다.
- 블랙마스크

본명 로만 시오니스. 전문 범죄자 배트맨을 향한 증오를 가진고담시티에 강력한 마피아 두목중 한명이다 숙련된 명사수이며쌍권총으로 유명하다 부유했던 부모님이 원인 모를 화재로 사망후에 이후 유산을 물려 받았으나 제대로 된경영을 해내지 못해 회사를 파산 시켰고 브루스웨인이 그 회사를 인수함으로써 로만은 구원받지만 되려 그일을 분하게 여기며 브루스 웨인을 증오한다 가면 컨셉에 집착한 나머지 아버지의 검은 관을 가면으로 조각해 브루스 웨인에게 복수하려고 했으나 배트맨과 싸움에서 가면이 불타 피부에 들러붙으면서 그는 블랙 마스크가 된다
- 락업

주로 범죄자들을 잡아다 가둔다. The Batman 에서는 펭귄의 입을 통해 "배트맨보다 더 무서운 남자"라는 찬사까지 들었다. 파시스트인 자경단원으로서 배트맨이 멋대로 법을 집행하고자 한다면 이런 자가 될지도 모른다는 점에서 락업 역시 배트맨의 수많은 악당들처럼 배트맨의 어두운 변주에 속한다.
- KG비스트

- 브루틀

- 헬하운드

- 아나키

- NKV데몬

- 크라임닥터

- 크레이지퀼트

- 록시로켓트: 본래 전문 스턴트연기자였지만 갈수록 지나치게 스릴에 집착하는 그녀의 연기에 질린 방송사가 재계약을 거절하자 돈을 훔쳐 스턴트에 사용하기 시작한다. 마녀의 지팡이처럼 다리 사이에 스턴트용 로켓을 끼고 아무 장비 없이 하늘을 날아다니며 비행기를 털기도 한다. 오로지 재미를 위해 돈을 찾기 때문에 다른 악당들에 비해 영웅들의 대접이 후한 편이다.

- 루퍼트쏘온: 고담시티의 마피아 중 1세대급이다. 애니메이션 TAS 시리즈에서 주로 등장하였으며 온통 미친 범죄자들만 가득한 고담시티에서 그나마 사람의 외형을 하고 있다.

- 안토니오 주코: 고담시티의 잔챙이 마피아. 주로 떠돌이 행상 등 지역에 오래 머물지 않는 장사치들에게서 상납금을 걷어가며 착실히 마피아로서의 인생을 걸어가는데, 그의 요구를 거절한 서커스단을 응징하려고 딕 그레이슨의 부모님을 살해한다. 그로 인해 제 1대 로빈이 탄생한다.

- 스펠바인더

- 클루마스터

- 레그돌

- 벤트릴오퀴스트(ventriloquist): 복화술사라는 뜻의 이름답게 인형으로 대표되는 사악한 자아를 표출해 범죄를 저지른다. 스카페이스를 보시오.

- 맥스슈렉

- 칩슈렉

- 애트리간: JLU 시리즈에서 리그 소속이 된다. 본명(본체)는 제이슨 블러드. 아더왕의 기사였으나 꾀임에 빠져 카멜롯을 배신하고 그 죄값을 갚기 위해 영원을 떠돈다.

- 조칠

브루스웨인이 어렸을 때 부모님과 함께 연극을 보고 나온뒤 크라임앨리에서 토마스웨인과 마사웨인부부를 총으로 쏴죽인 범인 이때 브루스는 총에 대한 트라우마가 생겨서 총을 사용할 수 없게 된다.
- 베이비페이스

- 맨페이스

- 자바

- 블랙만타

- 오션마스터

- 울트라휴머나이트

- 치타

- 콥퍼해드

- 탤론

- 노바디

본명은 모건 듀카드,헨리 듀카드의 아들. 브루스는 헨리 듀카드의 제자로 들어갔으나 그들이 옳지 않다는 것을 알고 그들을 떠났다. (브루스는 테러리스트인 핫산을 국제 사법제판소에 세우는 것을 원했지만 모건과 헨리는 인터폴에 연락을 하지 않았고 핫산을 죽였다. 이 후 헨리는 브루스를 죽이기 위해 모건을 보냈지만 모건은 브루스에게 두들겨 맞고 헨리가 있는 건물의 유리로된 천장에서 떨어지게 된다.)
이 일을 계기로,아버지를 브루스가 빼앗아 갔다고 생각하며,브루스에게 원한을 가지게 되고 브루스가 자신에게서 아버지를 빼앗아 간것처럼 아들을 빼앗아 가겠다며 데미안을 데려갔었다. 데미안을 찾으러온 브루스는 자신의 아들이 다친것에 분노하여 그와 전투를 벌이다 염산에 담궜다가 뺐고 데미안은 그의 도발에 그를 죽였다.
- 제임스 고든 주니어

고든 국장의 아들이다. "배트맨:이어 원"에서 배트맨이 구한 바로 그 아기다. 불행히도 그를 구한 영웅과는 정 반대의 길을 걷는다. 그의 설정은 리부트 후에도 남아있다.(배트맨#1에서 수감실 안에서 책을 읽고 있는 모습이 나온다.)
그 외: 배트맨은 여러 영웅들과 팀업하기 때문에 대부분의 DC 유니버스의 악당들은 배트맨의 B만 들어도 치를 떤다.

## 무기 및 기술
1. 기술
무술: 배트맨은 긴 수련기간동안 거의 모든 종류의 무술을 습득했다고 알려져 있다.
지식: 웨인 인더스트리와 웨인 테크의 수장으로서, 배트맨은 최첨단의 IT 기술을 자유자재로 이용하며 그 스스로 발명가로서 다양한 신기술을 이용할 줄 안다. 또한 화학약품 전문이라고 스스로 칭할 정도로 다양한 화학실험에 능통하다.
운전: 배트맨은 배트카, 배트윙, 배트콥터부터 제블린, 와치타워까지 바퀴 달린 것, 또는 추진체 달린 것들 대부분을 조종할 줄 안다.
탐정술: 배트맨은 탐정으로서 법의학적 기술과 형사로서의 능력을 갈고 닦았다.
2.무기
배트 슈트:
외관상 박쥐모양을 한 검은슈트 군용 케블라 소재로 강화되어있어 강력한 충격을 견뎌 낼수 있으며 기본적으로 유틸리티 벨트, 배터랭, 그래플링건을 함께 착용하고 다닌다. 여러 가지 모양과 종류의슈트가 있지만 박쥐를 상징하는가면과 뾰족한귀 가슴에 박쥐심볼은 절대 변하지 않는다. 영화 다크나이트 설정에서는 루시우스 폭스에 의해 다소 경량화되면서 가벼움을 강조하나 칼과 총탄에대한 방호력이 취약해졌다. 망토를 넓게 펴 바람을 타고 높은층에서 아래로 활공도 가능하다.
그래플링 건:
배트맨이 가장 애용하는 갈고리 총. 갈고리달린 와이어줄이 발사되어서 빌딩사이를 날아다니거나 배트맨을 높은곳으로 올라갈수있게 도와준다. 종종 높은곳에 범죄자들을 묶어놓고 심문하는 용도로 사용하기도 하며 작품에 따라 모양새가 조금씩 다르다. 총으로 쏘는 방식 대신 직접 손으로 던지는 갈고리를 장비하기도 한다. 기본적으로 총의 형태를 띄고 있어서 배트맨의 트라우마에 어울리지 않다는 의견이 대부분이다.
배트모빌
배트카
텀블러
배트윙:

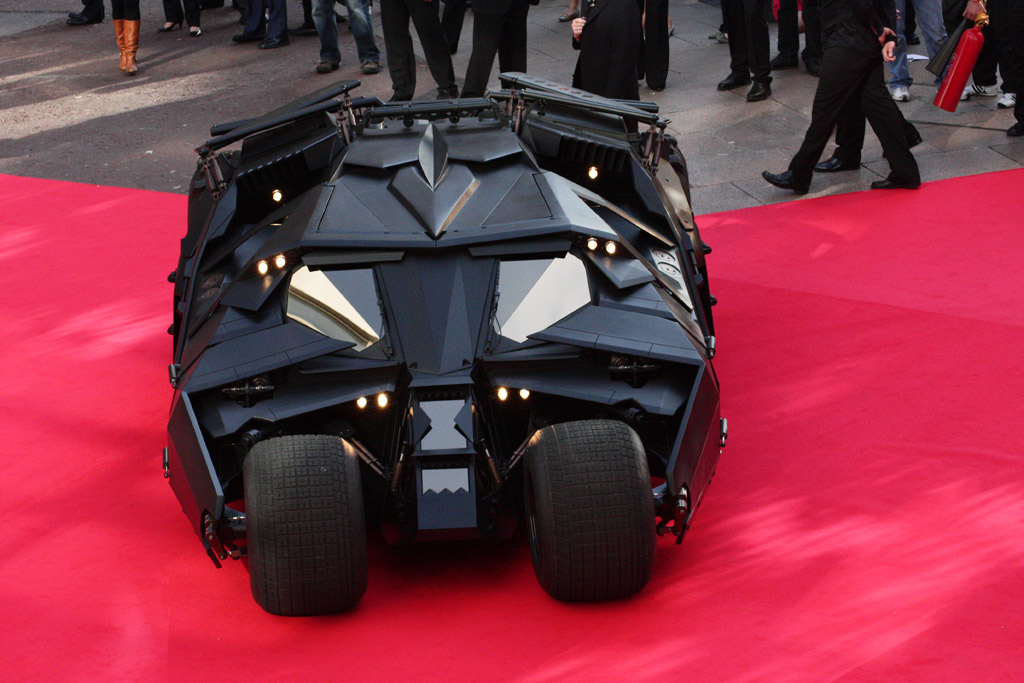
영화 다크 나이트 트릴로지에 등장하는 텀블러

기본베이스는 배트맨 심볼 모양으로 날렵하게 생긴 검은색 비행기 1인에서 2인승인 경우가 많으며 크기는 배트맨 혼자 탑승하는 경우가 크고 좁은 도시사이를 날아다녀야 하기 때문에 작은 전투기에 가깝다. 자동항해 기능으로 리모콘으로 부를수 있으며 스텔스 기능이 있는 경우도 있다. 특히 먼곳에 있는 배트맨에게 필요한 물자, 무기를 전달해주거나 비상시 탈출용으로 공중에서 적들에게 위협사격을 하기도 한다.
유틸리티 벨트:
배트맨의 가장 유명한 장비 중 하나이다. 보통 옷 위에 걸치는 주머니들이 가득 달린 작업용 벨트를 일컫는데, 배트맨의 유틸리티 벨트에는 소형 레이저에서 크립토나이트까지 없는 게 없다. 배트맨의 모든 수납을 해결해주는 장치이자 배트윙이나 배트카등을 조종할 수 있는 리모컨 기능이 포함되어 있기도 하다. 그래서 악당들은 배트맨을 잡으면 그의 가면을 벗기는 대신 허리띠를 벗겨놓는다.(The Batman)
배터랭:
박쥐 심볼모양으로 생긴 부메랑 무기 웬만큼 단단한 로프도 거뜬히 베어낼 수 있으며 주로 멀리있는 상대를 위협하기 위해 던지거나 손가락 사이에 낀채로 적을 공격한다. 총기류에 트라우마가 있는 배트맨에게 유용한 무기 배트맨의 트레이드 마크이기도 하다 상대를 마취시키거나 무선유도, 폭발, 해킹,무선조정등 상당히 다양한 종류에 배터랭이 존재한다.
뱃케이브:
브루스웨인 저택 아래 숨겨져있는 아주 오래된 동굴을 개조해서 만든 아지트이다. 배트맨이 되기로 결심한 뒤 계획을 세우던 도중 저택안에서도 박쥐들이 자주 출몰하는 것을 확인한 브루스웨인이 웨인 저택 아래를 조사 아주 오래된 박쥐소굴이 있다는 것을 알게된다. 그 이후 독자적으로 많은 개조 끝에 배트맨 에겐 없어서는 안되는 중요한 비밀기지가 된다. 여러 가지 배트맨과 악당 혹은 추억에 관련된 수집품 (죽은 2대 로빈의 옷) 그리고 여러 가지 배트맨 무기 배트윙 배트카 배트 컴퓨터등등 브루스웨인이 배트맨으로 활동할 수 있게 큰 도움을 주는 장소이다.
배트컴퓨터:
박쥐모양으로 생긴 거대한 슈퍼컴퓨터 배트케이브 안에 있으며 그 안에는 고담시티 범죄자를 포함해 셀수 없을정도로 다양한 세계 지식 범죄 자료가 가득하며 심지어 저스티스리그 멤버들의 약점까지 고스란히 정리해둔 폴더가 있을정도로 배트맨의 두뇌라고 해도 과언이 아니다. 하지만 지식이 자료화되어있기 때문에 적에게 빼앗길 경우 커다란 곤란을 겪을 수 있는 양날의 검이다.
배트 시그널:
고담 경찰청 옥상에 설치된 조명장치이다. 고담시티의 스모그 낀 하늘을 배경으로 달처럼 떠오른 조명장치에 붙여진 박쥐 그림자는 배트맨의 출동을 알리는 신호이자 짐 고든 경찰국장이 배트맨을 공개적으로 초대하는 방식이기도 하다. 여러 악당 및 의뢰인들이 같은 방식을 사용하여 배트맨을 부르는데 성공하거나 실패한다. 배트 시그널은 고담시티가 그들의 자경단원을 영웅으로 인정했다는 일종의 증명서 같은 것이기에 배트시그널은 자주 부서지거나 다른 모양으로 바뀌는 수모를 겪으며 배트맨의 운명을 암시한다. 코믹스 "노 맨스 랜드"에서는 폐허가 된 고담시티를 배트맨이 버렸다고 생각한 짐 고든이 자기 손으로 시그널을 부수기도 한다.

## 등장 작품

### 만화(그래픽노블) 시리즈
배트맨 만화 시리즈는 세미콜론에서 출간하고 있다.
- 배트맨: 다크 나이트 리턴즈 1 (Batman: The Dark Knight Returns) 프랭크 밀러(글/그림), 클라우스 잰슨, 린 발리(그림), 세미콜론, 2008 (ISBN 978-89-8371-397-1)
- 배트맨: 다크 나이트 리턴즈 2 (Batman: The Dark Knight Returns) 프랭크 밀러(글/그림), 클라우스 잰슨, 린 발리(그림), 세미콜론, 2008 (ISBN 978-89-8371-398-8)
- 배트맨: 이어원 (BATMAN: YEAR ONE) 프랭크 밀러(글), 데이비드 마추켈리 그림, 리치먼드 루이스 채색, 세미콜론, 2008 (ISBN 978-89-8371-938-6)
- 배트맨: 허쉬 1 (BATMAN HUSH) 제프 로브(글), 짐 리(연필화), 스콧 윌리엄스(펜화), 세미콜론, 2008 (ISBN 978-89-8371-935-5)
- 배트맨: 허쉬 2 (BATMAN HUSH) 제프 로브(글), 짐 리(연필화), 스콧 윌리엄스(펜화), 세미콜론, 2008 (ISBN 978-89-8371-936-2)
- 배트맨: 악마의 십자가 (Batman: Harvest Breed), 조지 프랫, 세미콜론, 2008 (ISBN 978-89-8371-937-9)
- 배트맨: 다크 나이트 스트라이크 어게인 (BATMAN: The Dark Knight Strikes Again) 프랭크 밀러(글/그림), 린 발리 (채색), 세미콜론, 2009 (ISBN 978-89-8371-977-5)
- 배트맨: 킬링 조크 (BATMAN: THE KILLING JOKE) 앨런 무어(글), 브라이언 볼런드(그림), 세미콜론, 2010 (ISBN 978-89-8371-568-5)
- 배트맨: 롱 할로윈 1 (BATMAN: The Long Halloween) 제프 로브(글), 팀 세일(그림), 세미콜론, 2011 (ISBN 978-89-8371-360-5)
- 배트맨: 롱 할로윈 2 (BATMAN: The Long Halloween) 제프 로브(글), 팀 세일(그림), 세미콜론, 2011 (ISBN 978-89-8371-383-4)
- 배트맨: 아캄 어사일럼 세미콜론, 2012 (ISBN 978-89-8371-030-7)
- JOKER 글: 브라이언 아자렐로,그림:리 베르메호 세미콜론2012 (ISBN 978-89-8371-146-5)
- 배트맨: 웃는 남자 글:에드 브루베이커, 그림:더그 맹키 세미콜론,2012 (ISBN 978-89-8371-412-1)
- 배트맨: 패밀리의 죽음 글:짐 스탈린 그림:짐 아파로 세미콜론 2012 (ISBN 978-89-8371-411-4)
- 배트맨: 나이트폴 1, 세미콜론 2012년 (ISBN 978-89-8371-427-5)
- 배트맨: 나이트폴 2, 세미콜론 2012년 (ISBN 978-89-8371-428-2)
- 배트맨: 나이트폴 3, 세미콜론 2012년 (ISBN 978-89-8371-429-9)
- 배트맨: 헌티드 나이트: 제프 로브/팀 세일 세미콜론-2012년
- 배트맨: 망토 두른 십자군에게 무슨 일이 생겼나?: 닐 게이먼/앤디 큐버트 세미콜론 2012년

### 애니메이션 시리즈

#### 비디오 및 극장판
- 배트맨 VS 드라큘라: The BATMAN 시리즈의 OVA. 고담시티로 찾아온 강력한 드라큘라를 상대하는 배트맨이 등장하여 결투를 벌이는 내용이다. 여기에 등장하는 드라큘라는 원작에 비해 훨씬 강력하고 빠르며 카리스마 있는 슈퍼악당의 모습으로 디자인되었으며 배트맨의 생명까지 위협할 정도로 배트맨의 최강의 숙적 중 한명이다.
- 배트맨 고담 나이트 (2008): 배트맨역-케빈 콘로이. 4개의 에피소드 모음.
- 배트맨: 언더 더 레드 후드 (2010): 배트맨역-브루스 그린우드, 레드후드역-젠슨 애클스, 조커-존 디마지오. 제 2대 로빈인 제이슨 토드의 죽음과 귀환을 다루고 있다.
- 배트맨: 이어 원 (2012): 배트맨역-브라이언 크랜스턴. 코믹스 배트맨 이어 원을 애니메이션화 한 작품. 배트맨 시리즈의 세 축이랄 수 있는 배트맨, 짐 고든, 캣우먼의 기원에 대한 내용이나, 실은 짐 고든의 고담에서의 시작과 적응을 보여주고 있다. 브루스 웨인보다 고든 형사가 더 많이 나오는 거의 유일한 애니메이션이다.
- 슈퍼맨/배트맨: 공공의 적: 슈퍼맨/배트맨 코믹스 내용을 기반으로 만들어 냈다. 렉스 루터가 미 대통령이 되고 지구로 거대한 크립토나이트 운석이 접근하는 위기 상황을 두 영웅이 끈끈한 우정으로 해결하는 내용이지만 렉스 루터가 주적이다 보니 배트맨과 관련된 악당들이 거의 등장하지 않은 것이 단점이다.
- 저스티스 리그: 두 지구의 위기: 다른 차원에서 온 영웅인 렉스 루터와 저스티스 리그의 활약을 그렸다. 악당이 된 JL 멤버들을 보는 재미가 있으며, 배트맨의 염세적인 세계관이 극에 치달으면 어떻게 될지를 가늠케 하는 스토리를 보여준다.
- 배트맨: 다크 나이트 리턴즈 (2012): 프랭크 밀러의 역작 다크나이트 리턴즈 애니메이션.

#### TV 시리즈
- 팀버스 애니메이션

브루스 팀의 세계관을 공유하는 여러 애니메이션 시리즈를 일컫는다.
- 더 배트맨 (The BATMAN)

2004~2008 5 시즌으로 마무리. (성우: 리노 로마노) 배트맨 활동 초창기(활동 3년차)에서 5년 동안을 그려냈다. 단순화 된 악당들과 액션 중심 스토리로 팬 저변을 확대하는 데 공헌하였으나, 기존 배트맨 시리즈의 매력 포인트였던 "고뇌하는 영웅" 부분을 싹 다 잘라낸데다 조커의 캐릭터 디자인 문제로 인기만큼 욕도 먹었으며 워냑 달라진 악당들 때문에 악당들의 무덤이라고도 불린다. 로빈보다 배트걸이 먼저 등장하였다. 시즌 4 파이널에서 마샨 맨헌터가, 시즌 5에서 슈퍼맨 등 저스티스 리그가 스토리 내에서 배트맨을 만나게 되지만 인기를 잃어가는 스토리를 구할 수는 없었다.
- 배트맨: 더 브레이브 앤 더 볼드 (Batman: The Brave and the Bold)

2008~2011 3시즌으로 마무리. (성우: 디드릭 베이더) 실버에이지 배경의 개그와 팀업으로 이루어진 어린이 대상 배트맨 시리즈. 뛰어난 연출과 부드러운 작화, 다양한 배트맨의 모습으로 올드 팬과 뉴 팬의 접점을 만들었다. 주제가 방영 바로 전에 단편적인 작은 모험을 보여주고 주제가 방영 이후에 메인 에피소드를 바로 진행하는 구성은 이전 배트맨 시리즈인 더 배트맨 시리즈와 유사하다. 한편 부드러운 작화는 더 배트맨 시리즈와 다르지 않지만 기존 배트맨 시리즈의 매력 포인트였던 "고뇌하는 영웅" 부분을 잘 살린 것이 두드러지는 특징으로 뽑힌다.
- Beware the Batman

2013년 방영 예정.

### 영화

#### 배트맨(Batman)
- 1989년 팀 버튼 감독.
- 배트맨 역: 마이클 키턴

배트맨의 초창기 활동과 조커와의 악연을 그리고 있으며 투페이스 이전의 하비 덴트가 등장한다.

#### 배트맨 2(Batman Returns)
- 1992년 팀 버튼 감독.
- 배트맨 역: 마이클 키턴

조커 대신 펭귄(대니 드 비토)과 캣우먼(미셸 파이퍼)을 등장시켰다. 기형이라는 이유로 버림받은 펭귄, 착하고 나약하다는 이유로 죽음에 이르게 된 캣우먼 등을 통해 1편보다 훨씬 악당에 감정이입하게 하는 스토리라인을 전개하여 팬들 사이에서는 열광적인 반응을 이끌어내나, 어린이 대상 슈퍼히어로물로는 어울리지 않는 전개였다는 평을 받게 된다.

#### 배트맨 3: 포에버(Batman Forever)
- 1995년 조엘 슈마허 감독.
- 배트맨 역: 발 킬머

팀 버튼 감독 특유의 어두운 배트맨의 이미지를 벗고자 조엘 슈마허 감독이 가족 오락 영화를 표방하며 만든 영화. 리들러(짐 캐리)와 투페이스(토미 리 존스)가 악당으로 등장하며 크리스 오도널이 로빈 역을 맡았다.

#### 배트맨 4: 배트맨과 로빈(Batman & Robin)
- 1997년 조엘 슈마허 감독.
- 배트맨 역: 조지 클루니

미스터 프리즈(아널드 슈워제네거)와 포이즌 아이비(우마 서먼), 그리고 베인(로버트 스벤슨)이 악당으로 열연했으며 배트걸이 등장한다. 하지만 복장에 치중한 나머지 억지스러운 설정으로 이야기를 진행함으로써 최악의 배트맨 무비로 불린다. 이 작품을 끝으로 배트맨 실사 영화는 한동안 명맥이 끊기게 된다.

#### 배트맨 비긴즈(Batman Begins)
- 2005년 크리스토퍼 놀런 감독.
- 배트맨 역: 크리스천 베일

브루스 웨인이 어떻게 배트맨이 되었는가에 대한 내용이라고 할 수 있다. 코믹스 및 애니메이션과는 궤를 달리하며, 독자적인 영화 세계관을 구축했다. 라스 알 굴, 스케어크로우 등이 악당으로 등장하지만, 배트맨 관련 영화 및 애니메이션 중 거의 유일하게 악당이 아닌 배트맨에게 집중한 작품이라고 할 수 있다.

#### 다크 나이트(The Dark Knight)
- 2008년 크리스토퍼 놀런 감독.
- 배트맨 역: 크리스천 베일

조커 역의 히스 레저의 사망으로 개봉 전부터 화제가 되었다. 자경단 활동에 지친 배트맨과 하비 덴트(투페이스), 조커를 절묘하게 결합시킨 수작이다. 잭 니컬슨의 열연으로 우려를 샀던 조커 역의 히스 레저는 대단히 강렬한 인상을 남겼으며 사후 아카데미상 남우조연상을 수상했다.

#### 다크 나이트 라이즈(The Dark Knight Rises)
- 2012년 크리스토퍼 놀런 감독.
- 배트맨 역: 크리스천 베일

크리스토퍼 놀란 감독의 마지막 배트맨 시리즈. 캣우먼(앤 해서웨이)이 악당이 아닌 배트맨의 파트너로 등장한다. 악당으론 베인(톰 하디)과 라스 알 굴의 딸인 탈리아 알 굴이 등장하며 전작에서 8년이 지난 후의 시점에서 조커에 대한 언급이 없는 것이 특징이다.

#### 배트맨 대 슈퍼맨: 저스티스의 시작(Batman v Superman: Dawn of Justice)
- 2016년 잭 스나이더 감독.
- 배트맨 역: 벤 애플렉

저스티스 리그 (Justice League)
- 2017년 조스 웨던 감독.
- 배트맨 역: 벤 애플렉

잭 스나이더가 제작 도중 딸의 사망으로 하차하면서 조스웨던이 대신 제작에 들어갔다. 그러나 역대 DC시리즈중 최악이라는 평을 받았다.

#### 잭 스나이더의 저스티스 리그(Zack Snyder's Justice League)
- 2021년 잭 스나이더 감독.
- 배트맨 역: 벤 애플렉

#### 더 배트맨(The Batman)
- 2022년 맷 리브스 감독.
- 배트맨 역: 로버트 패틴슨

#### 더 배트맨 파트 2 (The Batman Part II)
- 2025년 맷 리브스 감독.
- 배트맨 역: 로버트 패틴슨

#### 영화에서의 모습

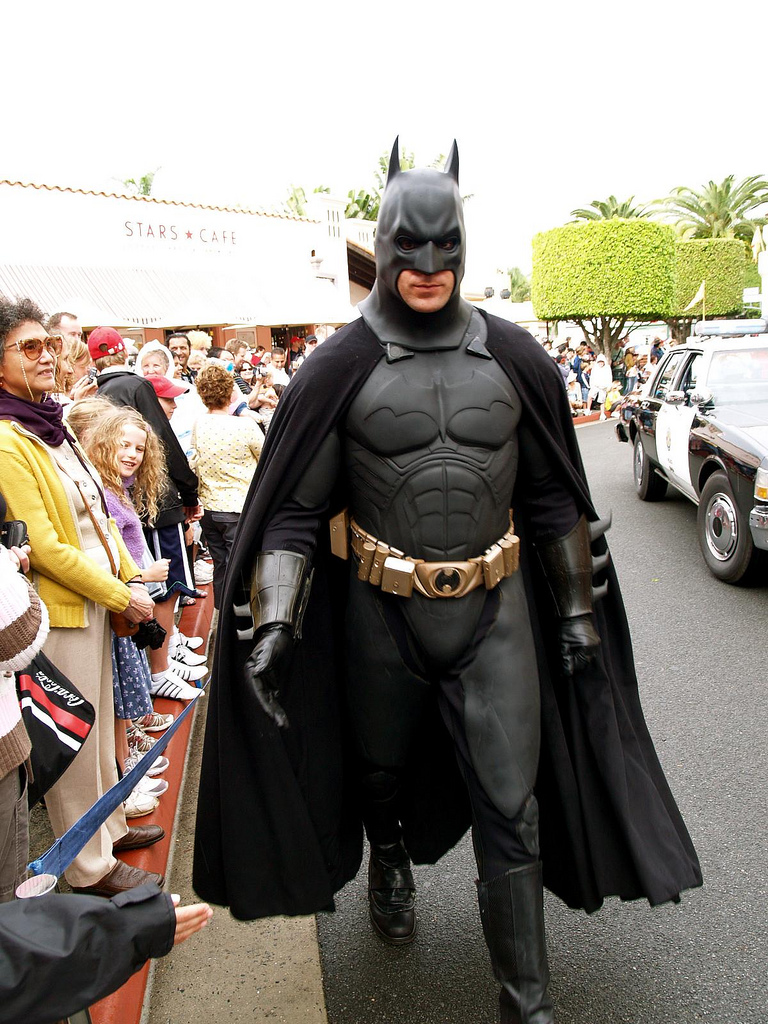
배트맨 비긴즈
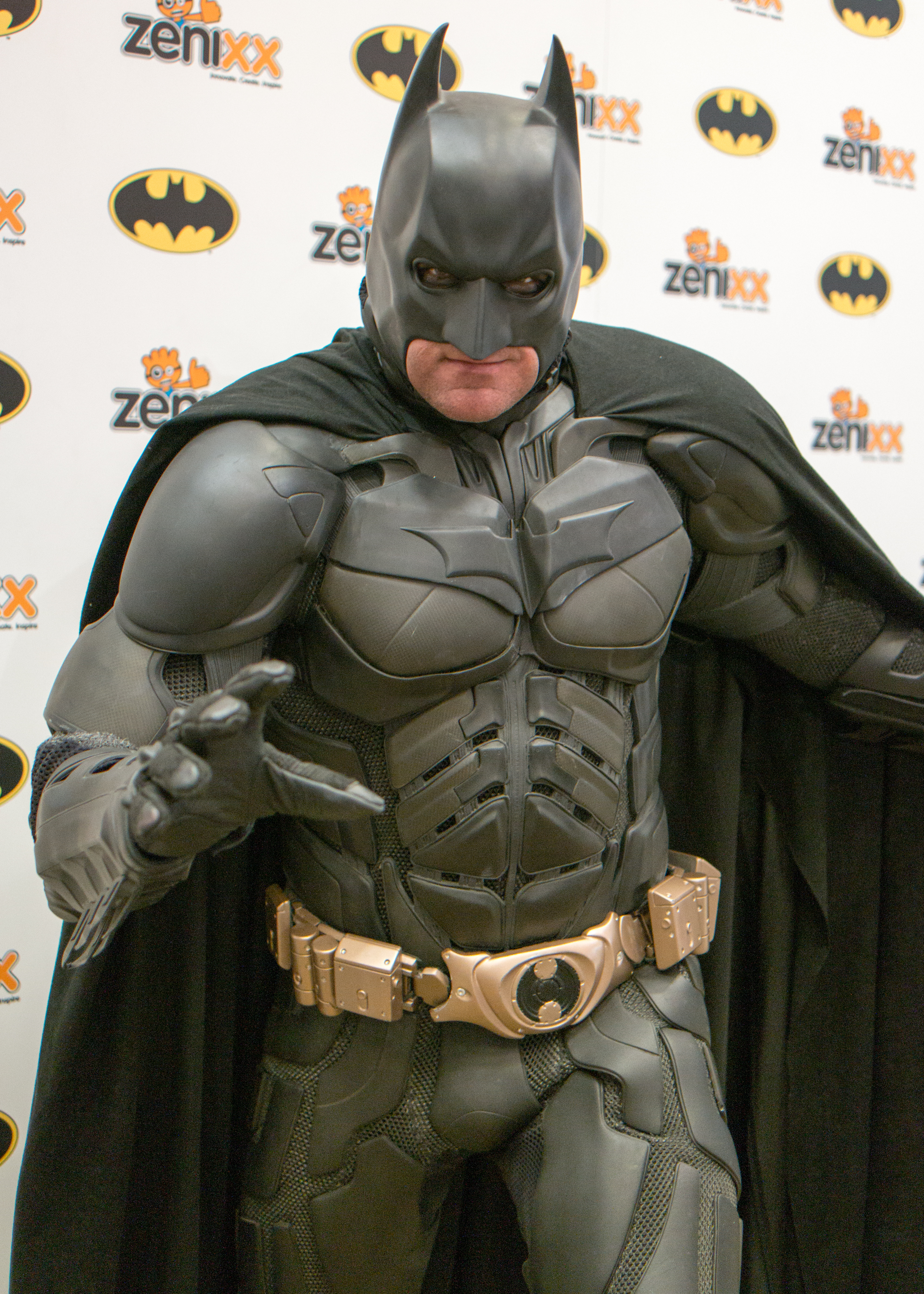
다크 나이트, 다크 나이트 라이즈

## 배트맨의 철학적 정체
슈퍼맨과 스파이더 맨 등 같은 슈퍼히어로 캐릭터와는 구별되는 점으로는 초인적인 힘이 없다는 점과 다른 슈퍼히어로들이 공리주의의 제2원칙을 지키기위해 악당의 생명을 빼앗는 행위를 정당방위로 인식하고 직접적으로 감행하는데 대해 배트맨은 이들과 다르게 악당의 생명을 유보시키려는 의지를 고수한다는 점이다.
이러한 독특하고 강렬한 정체성 설정은 초인간적인면을 가지고있지 않는 슈퍼히어로라는점에서 플롯상에서 독자로 하여금 보다 설득력있는 공감을 형성하는데 상대적으로 유리할 수 있다.